# Harold Lester Johnson
Harold Lester Johnson (* 17. April 1921 in Denver, Colorado; † 2. April 1980 in Mexiko-Stadt) war ein US-amerikanischer Astronom. Er entwickelte Methoden zur genauen Helligkeitsmessung von Sternen und anderen Himmelsobjekten. 
Johnson ging in Denver zur Schule und studierte dort Mathematik bis zum Abschluss als Bachelor im Jahr 1942. Während des Zweiten Weltkriegs arbeitete er an der Entwicklung des Radars mit. Nach dem Krieg studierte er Astronomie an der University of California, Berkeley und schloss bereits 1948 seine Doktorarbeit zu einer elektronischen Apparatur zur Vermessung von Photoplatten ab. Damit begann eine lebenslange Beschäftigung mit Methoden zur genauen Messung der Helligkeit von Himmelsobjekten. 
1948 wechselte er ans Lowell Observatory in Flagstaff, und nach kurzem Aufenthalt bereits zum Jahresende weiter als Assistenzprofessor ans Washburn Observatory der University of Wisconsin in Madison. Von 1950 bis 1952 war er Assistenzprofessor am Yerkes-Observatorium der University of Chicago und kehrte dann ans Lowell Observatory zurück, wo er sich ohne Lehrverpflichtungen und unter günstigen klimatischen Bedingungen ganz der Weiterentwicklung der photoelektrischen Methoden der Photometrie widmen konnte.
1953 führte er das UBV-System zur Helligkeitsmessung in drei verschiedenen Wellenlängenbereichen
um 0,365 μm, 0,44 μm, und 0,55 μm ein, das sich zum Standard entwickelte. Farben-Helligkeits-Diagramme im UBV-System wurden ein wichtiges Werkzeug zur Untersuchung der Eigenschaften von Sternen und der Effekte interstellarer Extinktion.
Während seiner Zeit als Professor an der University of Texas 1959–1962 und danach an der University of Arizona dehnte er sein photometrisches System ins Infrarot aus und beschäftigte sich mit Spektroskopie von Sternen im Infrarotlicht. In den 1960er Jahren knüpfte er Verbindungen zu astronomischen Instituten in Mexiko an und wechselte 1979 an die Universidad Nacional Autónoma de México in Mexiko-Stadt. Johnson starb 1980 an einem Herzanfall. 

## Auszeichnungen
- 1956 Helen-B.-Warner-Preis
- 1969 Mitglied der National Academy of Sciences